# Edward Gresham
Edward Gresham (ur. 14 kwietnia 1565, zm. 1613) – angielski astrolog, astronom i lekarz.

## Życiorys
Urodził się 14 kwietnia 1565 r., prawdopodobnie w Stainford. Prawdopodobnie spokrewniony był z londyńskim rodem kupieckim Greshamów. Jego życiorys jest szczątkowy z powodu małej ilości zachowanych informacji. Prawdopodobnie w 1584 r. ukończył Trinity College w Cambridge, a w 1606 r. uzyskał tytuł magistra. Mieszkał w Stainford, Yorkshire i Londynie. Utrzymywał się z almanachów astrologicznych publikowanych w latach 1603–1607 i stawiania horoskopów. Po wykryciu spisku prochowego pojawiły się plotki, jakoby przewidział te zdarzenia w swoim almanachu na 1605 r., jednak do czasów współczesnych nie zachował się żaden egzemplarz tego dzieła.
Podobnie jak Johannes Kepler, prowadził pierwsze obserwacje astronomiczne, mające być badaniami fizycznych podstaw astrologii i dość wcześnie został zwolennikiem teorii heliocentrycznej (odwoływał się do niej w swoich almanachach). Swoje badania prowadził bez użycia przyrządów, np. teleskopu. Ogłosił, że Księżyc zbudowany jest podobnie do Ziemi, wyróżnił na nim pasma górskie. Jego poglądy mogły zainspirować Thomasa Harriota do pierwszych teleskopowych obserwacji Księżyca w sierpniu 1609 r. Ponadto jako pierwszy opisał przesłonięcie gwiazdy przez poruszającą się planetę, na podstawie którego wykazał, że wbrew Arystotelesowi, planety nie są zbudowane z przezroczystego eteru, ale są budowy takiej jak ziemska, a także wykonał obliczenia kolejnych tranzytów. W swoich opisach obserwacji zjawisk astronomicznych zachęcał czytelników do prowadzenia własnych obserwacji.
Autor pracy Astrostereon or the Discourse of the Falling of the Planet (1603 r.), która jednak nie została wydana za jego życia. Gresham napisał swoją pracę, by odeprzeć krążące po Londynie plotki, jakoby on i John Dee przewidzieli wybuch plagi związany z upadkiem na Ziemię planety, i wykazać absurdalność tej historii w świetle wiedzy astronomicznej. W swojej pracy zawarł m.in. wyliczenia wielkości planet i Księżyca i dowodził, że nie posiadają one własnych sfer niebieskich, są zbudowane w taki sam sposób jak Ziemia i w żadnym wypadku nie są przeźroczyste.